# Nacho Fernández Iglesias
José Ignacio Fernández Iglesias (Alcalá de Henares, Madrid, 18 de enero de 1990), más conocido como Nacho, es un futbolista español que juega como defensa en el Al-Qadsiah F. C. de la Liga Profesional Saudí.
Ganó 26 títulos con el Real Madrid, los 3 últimos como capitán del equipo.
En la temporada 2011-12 se proclamó campeón de la Segunda División B y por consiguiente consiguió el ascenso a Segunda División, tras imponerse a Cádiz C. F. y C. D. Mirandés en las eliminatorias de play-off.
A nivel internacional se inició como integrante en las categorías inferiores de la selección española, fue uno de los seleccionados del Europeo de 2009 de Ucrania. Ha ido progresando por cada una de las categorías de la selección. Sus mayores logros son un campeonato de Europa Sub-17 en el Europeo de 2007 de Bélgica; un subcampeonato del Mundo Sub-17 en el Mundial de 2007 de Corea del Sur, así como un campeonato de Europa Sub-21 en el Europeo de 2013 de Israel, méritos que le llevaron a  ser convocado y debutar con la selección absoluta en 2013. Participó en la obtención de la Eurocopa 2024 con su selección.

## Trayectoria

### Inicios
Comenzó su carrera en el Colegio San Gabriel de donde pasó a la Agrupación Deportiva Complutense Alcalá, ambos de Alcalá de Henares. En 2001, ingresó en las categorías inferiores del Real Madrid Club de Fútbol, de la mano de Rodolfo de la Rubia, entrenador del Real Madrid Alevín "B" por entonces, formó parte de todos sus equipos hasta llegar al primer equipo filial del club, el Real Madrid Castilla Club de Fútbol, donde se inició en el año 2009.

### Real Madrid Castilla
En el Real Madrid Castilla compartió vestuario con su hermano Álex. En la temporada 2011-12, el equipo consiguió ganar el campeonato de Segunda División B y el ascenso a la Segunda División tras ganar los playoffs de ascenso. En el primer filial del Real Madrid, jugó 4 temporadas, disputando más de 100 partidos y siendo capitán en la última temporada.

### Real Madrid Club de Fútbol

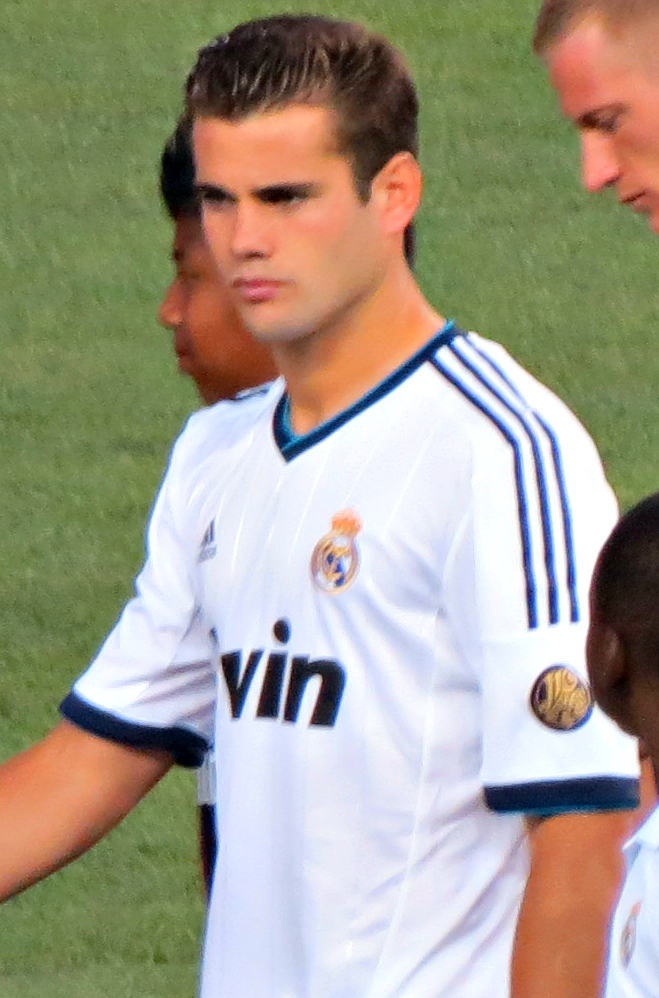
En un partido frente al A. C. Milan en 2012.

Su debut con el primer equipo se produjo el día 23 de abril de 2011, en el Estadio de Mestalla, en el partido que el Real Madrid ganó por 3-6 al Valencia C. F. Entró en el once inicial y estuvo a punto de no acabar el partido debido a unos calambres, aunque él mismo dijo que cuando José Mourinho lo llamaba para decirle que si podía seguir, miraba hacia otro lado porque no quería dejar escapar semejante oportunidad. El 30 de abril disputó su primer partido en el Estadio Santiago Bernabéu en la derrota por 2 a 3 ante el Real Zaragoza.
En la temporada 2011-12, realizó la pretemporada completa con el primer equipo, al igual que la temporada anterior, disputando minutos en los siete partidos que disputó el equipo. Finalmente, Nacho solo jugó un partido de Copa con el primer equipo ya que fue un indiscutible en el equipo filial.
Su primera aparición en la temporada 2012-13 sería en la eliminatoria de Copa del Rey 2012-13 frente al C. D. Alcoyano, que se disputó el 31 de octubre de 2012. En ese mismo partido, debutó como titular su hermano Álex, disputando 45 minutos del encuentro antes de ser sustituido por su compañero en el equipo filial José Rodríguez. El partido supondría una gran noche para la cantera del club que finalizaría por 1-4. Durante la temporada alternó el filial de Segunda División y el primer equipo, con el que llegó a debutar en Liga de Campeones en un partido ante el Ajax (4-1).
En la temporada 2013-14 llegó su ascenso definitivo al primer equipo que dirigía Carlo Ancelotti. El joven defensa fue un comodín utilizado por el técnico italiano en todas las posiciones defensivas, lo que le permitió disputar 19 partidos con el equipo blanco. A final de temporada, logró el título de Liga de Campeones, la ansiada Décima, aunque no participó en el torneo desde la ronda de octavos de final. En la campaña 2014/15 mantuvo su estatus de jugador de rotación para cualquiera de las posiciones defensivas. Además, el 10 de enero de 2015 logró su primer tanto con el Real Madrid en la victoria por 3 a 0 ante el R. C. D. Espanyol.
En la temporada 2015-16, habría un cambio de entrenador. Carlo Ancelotti fue despedido y reemplazado por Rafa Benítez. Nacho jugó bastantes partidos en el tramo inicial de la temporada, llegando a anotar su primer gol en Liga de Campeones en la victoria por 1 a 0 ante el PSG. Tras la llegada de Zidane, solo participó en ocho jornadas ligueras por lo que no jugó en la final de la Liga de Campeones, en la que el Real Madrid volvió a derrotar al Atlético.
En la campaña 2016-17, tras su fantástico gol de volea ante la CyD Leonesa y los problemas físicos de algunos de sus compañeros, se consolidó como un habitual titular en el equipo blanco. Participó en el Mundial de Clubes y en las rondas decisivas de la Liga de Campeones, no obstante, se volvió a quedar en el banquillo en la final de Cardiff. Además, se proclamó campeón de Liga llegando a anotar un gol de falta directa ante el Sevilla.
En la temporada 2017-18 volvió a ser uno de los jugadores más utilizados por Zinedine Zidane, además de anotar cuatro goles -incluido su primer doblete en Primera División ante el Deportivo. El 31 de marzo sufrió una lesión muscular que le apartó por un mes de los terrenos de juego, regresando en la vuelta de semifinales ante el Bayern. El 26 de mayo jugó su primera final de Liga de Campeones, tras sustituir al lesionado Carvajal en el minuto 37. El equipo blanco logró su tercera Copa de Europa consecutiva al vencer 3 a 1 al Liverpool.
Tras comenzar la temporada 2019-20 como reserva, las lesiones de sus compañeros le permitieron disputar sus primeros partidos de la temporada. Sin embargo, en el tercero de ellos frente al Club Brujas en la Liga de Campeones tuvo que ser sustituido al descanso por una lesión en el ligamento colateral interno de la rodilla derecha, con un tiempo estimado de baja de dos meses y medio. Fue el segundo jugador del equipo lesionado de gravedad en aquella temporada tras Marco Asensio, este con una rotura del ligamento cruzado anterior y del menisco externo (entre 6 y 9 meses de baja).
En la temporada 2020-2021, coincidiendo con las lesiones de sus compañeros Sergio Ramos y Raphael Varane, se hizo con un puesto fijo en la defensa del club madrileño, ofreciendo un gran rendimiento. No fue convocado con la selección para la Eurocopa 2020 (retrasada al 2021), lo que generó un gran revuelo ya que muchos aficionados lo veían como un fijo y más al no ser el capitán Sergio Ramos convocado.
En la temporada 2021-22 gana la Liga española y la Liga de Campeones, siendo esta su quinta Copa de Europa.
En la temporada 2022-23 Nacho gana su segunda Copa del Rey, Supercopa de la UEFA y Copa Mundial de Clubes de la FIFA. En junio de 2023 gana su primer título con la selección absoluta, la Liga de Naciones de la UEFA.
En la temporada 2023-24 fue el capitán del Real Madrid y gana Supercopa de España, Liga española y Liga de Campeones; en este torneo alcanzó su sexto título, igualando el récord de Paco Gento, junto con sus compañeros Toni Kroos, Luka Modrić, y Dani Carvajal. En junio de 2024, con 26 títulos oficiales conseguidos en el Real Madrid, poseía el récord junto con Luka Modrić.

### Al-Qadisiyah
En junio de 2024 puso fin a 23 años formando parte del Real Madrid, con el que jugó 364 partidos con el primer equipo, y firmó por dos temporadas con el Al-Qadisiyah F. C.

## Selección nacional

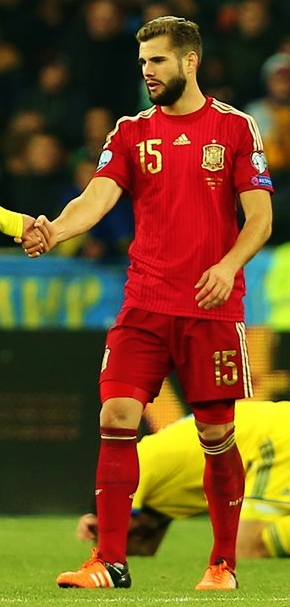
Jugando en 2015 frente a.

### Categorías inferiores
Ha sido internacional sub-15, sub-16, sub-17, sub-19 y sub-21, en donde se ha proclamado campeón de Europa en la Eurocopa Sub-17 de 2007 de Bélgica y subcampeón del Mundo en el Mundial Sub-17 de 2007 de Corea del Sur. En el año 2013, fue integrante de la selección sub-21 durante el Europeo de 2013 celebrado en Israel, campeonato en el que la selección sub-21 consiguió ser campeona.

### Selección absoluta
El 2 de septiembre de 2013, se anunció su primera convocatoria para la selección absoluta de España, por la lesión de Íñigo Martínez, para los partidos amistosos de preparación para la Copa Mundial de Fútbol de 2014 contra la selección finlandesa y la selección chilena. Debutó en la categoría absoluta el 10 de septiembre frente a Chile, entrando en la segunda parte, sustituyendo a su compañero de equipo Sergio Ramos. El partido finalizó con un empate a 2. Dos años después, en octubre de 2015, Nacho entraría en la lista por la lesión de Sergio Ramos. Jugó su segundo partido, ante Ucrania como titular en el centro de la defensa junto a Etxeita. En noviembre volvió a acudir a la selección por la lesión de Sergio Ramos, aunque no jugó. En marzo de 2016 recibió una nueva convocatoria, esta vez, sin ser sustituto por lesión de otro futbolista. Nacho disputó dos nuevos partidos con la selección ante Italia y Rumanía.
Con la llegada de Lopetegui se consolidó como un habitual en las convocatorias de la selección, en parte, gracias al gran aumento de partidos disputados con su club y su buen rendimiento. El 21 de mayo fue incluido entre los 23 jugadores que disputarían el Mundial de Rusia de 2018. El 15 de junio, en su debut en el Mundial, marcó un gol desde fuera del área en el empate a tres ante Portugal.
Fue convocado para la Eurocopa 2024 que ganó España tras derrotar a Inglaterra en una final en la que jugó los últimos minutos tras sustituir a Robin Le Normand cuando el marcador todavía era de empate a uno.

#### Goles internacionales
| N.º | Fecha               | Estadio                                 | Rival    | Gol | Resultado | Competición  |
| --- | ------------------- | --------------------------------------- | -------- | --- | --------- | ------------ |
| 1   | 15 de junio de 2018 | Estadio Olímpico de Sochi, Sochi, Rusia | Portugal | 2-3 | 3-3       | Mundial 2018 |

### Participaciones en fases finales
El jugador ha disputado tres fases finales con las categorías inferiores de la selección española en donde ha conseguido un balance de dos campeonatos y un subcampeonato. En ellas Nacho disputó un total de cuatro partidos de la Copa Mundial de Fútbol Sub-17 y otros cuatro en sus dos presencias en competición continental, en el Europeo Sub-17 y la Eurocopa Sub-21.
| Competición            | Selección | Sede          | Resultado        | Partidos | Goles |
| ---------------------- | --------- | ------------- | ---------------- | -------- | ----- |
| Europeo 2007           | Sub-17    | Bélgica       | Campeón          | 3        | 0     |
| Mundial 2007           | Sub-17    | Corea del Sur | Subcampeón       | 4        | 0     |
| Eurocopa 2013          | Sub-21    | Israel        | Campeón          | 1        | 0     |
| Mundial 2018           | Absoluta  | Rusia         | Octavos de final | 2        | 1     |
| Liga de Naciones 2023  | Absoluta  | Países Bajos  | Campeón          | 1        | 0     |
| Eurocopa 2024          | Absoluta  | Alemania      | Campeón          | 4        | 0     |
| Total en fases finales | España    | España        | 4 campeonatos    | 15       | 1     |

## Vida privada
A la edad de 12 años lo diagnosticaron con diabetes juvenil, a pesar de ello ha sabido sobrellevar su aspecto de salud con su carrera como futbolista.
Es el hermano mayor del también futbolista Álex Fernández, que juega de centrocampista en el Cádiz CF, con quien ha compartido casi toda su carrera futbolística, también antes de llegar a las categorías inferiores blancas, y llegando incluso a debutar con el primer equipo en el mismo partido, en el Trofeo Santiago Bernabéu de 2011-12. Actualmente tiene junto a su hermano Álex una academia de fútbol en el colegio de toda su vida en Alcalá de Henares denominada ACADEMIA NAF, su filosofía es trasmitir a los alumnos los mismos valores con los que ellos llegaron a jugar en la élite, esfuerzo, sacrificio, respeto y estudios.
El sábado 31 de mayo de 2014, contrajo matrimonio con su novia de toda la vida María en la iglesia de la localidad madrileña de Meco, a la que asistieron compañeros de equipo. El miércoles 13 de mayo de 2015 nace su primera hija con su esposa María Cortés Fernández. El 28 de mayo de 2016 es padre por segunda vez de un varón, Nacho Fernández, que nace el mismo día que el Real Madrid levanta la undécima copa de Europa.

## Estadísticas

### Clubes
Actualizado al último partido disputado el 20 de agosto de 2025.
| Club                                | Div.          | Temporada     | Liga  | Liga  | Liga   | Copas nacionales | Copas nacionales | Copas nacionales | Copas internacionales | Copas internacionales | Copas internacionales | Total | Total | Total  |
| Club                                | Div.          | Temporada     | Part. | Goles | Asist. | Part.            | Goles            | Asist.           | Part.                 | Goles                 | Asist.                | Part. | Goles | Asist. |
| ----------------------------------- | ------------- | ------------- | ----- | ----- | ------ | ---------------- | ---------------- | ---------------- | --------------------- | --------------------- | --------------------- | ----- | ----- | ------ |
| Real Madrid Castilla C. F. · España | 2.ª B         | 2008-09       | 2     | 0     | 0      | —                | —                | —                | —                     | —                     | —                     | 2     | 0     | 0      |
| Real Madrid Castilla C. F. · España | 2.ª B         | 2009-10       | 21    | 1     | 0      | —                | —                | —                | —                     | —                     | —                     | 21    | 1     | 0      |
| Real Madrid Castilla C. F. · España | 2.ª B         | 2010-11       | 32    | 0     | 0      | —                | —                | —                | —                     | —                     | —                     | 32    | 0     | 0      |
| Real Madrid Castilla C. F. · España | 2.ª B         | 2011-12       | 37    | 3     | 0      | —                | —                | —                | —                     | —                     | —                     | 37    | 3     | 0      |
| Real Madrid Castilla C. F. · España | 2.ª           | 2012-13       | 19    | 0     | 0      | —                | —                | —                | —                     | —                     | —                     | 19    | 0     | 0      |
| Real Madrid Castilla C. F. · España | Total club    | Total club    | 111   | 4     | 0      | 0                | 0                | 0                | 0                     | 0                     | 0                     | 111   | 4     | 0      |
| Real Madrid C. F. · España          | 1.ª           | 2010-11       | 2     | 0     | 0      | 0                | 0                | 0                | 0                     | 0                     | 0                     | 2     | 0     | 0      |
| Real Madrid C. F. · España          | 1.ª           | 2011-12       | 0     | 0     | 0      | 1                | 0                | 0                | 0                     | 0                     | 0                     | 1     | 0     | 0      |
| Real Madrid C. F. · España          | 1.ª           | 2012-13       | 9     | 0     | 0      | 3                | 0                | 0                | 1                     | 0                     | 0                     | 13    | 0     | 0      |
| Real Madrid C. F. · España          | 1.ª           | 2013-14       | 12    | 0     | 1      | 4                | 0                | 0                | 3                     | 0                     | 0                     | 19    | 0     | 1      |
| Real Madrid C. F. · España          | 1.ª           | 2014-15       | 14    | 1     | 0      | 2                | 0                | 0                | 6                     | 0                     | 0                     | 22    | 1     | 0      |
| Real Madrid C. F. · España          | 1.ª           | 2015-16       | 16    | 0     | 0      | 1                | 0                | 0                | 5                     | 1                     | 0                     | 22    | 1     | 0      |
| Real Madrid C. F. · España          | 1.ª           | 2016-17       | 28    | 2     | 3      | 5                | 1                | 0                | 6                     | 0                     | 0                     | 39    | 3     | 3      |
| Real Madrid C. F. · España          | 1.ª           | 2017-18       | 27    | 3     | 0      | 6                | 0                | 0                | 9                     | 1                     | 0                     | 42    | 4     | 0      |
| Real Madrid C. F. · España          | 1.ª           | 2018-19       | 20    | 0     | 1      | 5                | 0                | 0                | 5                     | 0                     | 0                     | 30    | 0     | 1      |
| Real Madrid C. F. · España          | 1.ª           | 2019-20       | 6     | 1     | 0      | 3                | 1                | 0                | 1                     | 0                     | 0                     | 10    | 2     | 0      |
| Real Madrid C. F. · España          | 1.ª           | 2020-21       | 24    | 1     | 0      | 1                | 0                | 0                | 8                     | 0                     | 0                     | 33    | 1     | 0      |
| Real Madrid C. F. · España          | 1.ª           | 2021-22       | 28    | 3     | 0      | 5                | 0                | 0                | 9                     | 0                     | 0                     | 42    | 3     | 0      |
| Real Madrid C. F. · España          | 1.ª           | 2022-23       | 27    | 1     | 1      | 7                | 0                | 0                | 10                    | 0                     | 0                     | 44    | 1     | 2      |
| Real Madrid C. F. · España          | 1.ª           | 2023-24       | 29    | 0     | 1      | 4                | 0                | 0                | 12                    | 0                     | 0                     | 45    | 0     | 1      |
| Real Madrid C. F. · España          | Total club    | Total club    | 242   | 12    | 6      | 47               | 2                | 0                | 75                    | 2                     | 0                     | 364   | 16    | 9      |
| Al-Qadisiyah F. C. Arabia Saudita   | 1.ª           | 2024-25       | 31    | 0     | 1      | 5                | 0                | 0                | ―                     | ―                     | ―                     | 36    | 0     | 1      |
| Al-Qadisiyah F. C. Arabia Saudita   | 1.ª           | 2025-26       | 0     | 0     | 0      | 1                | 0                | 0                | ―                     | ―                     | ―                     | 1     | 0     | 0      |
| Al-Qadisiyah F. C. Arabia Saudita   | Total club    | Total club    | 31    | 0     | 1      | 6                | 0                | 0                | 0                     | 0                     | 0                     | 37    | 0     | 1      |
| Total carrera                       | Total carrera | Total carrera | 384   | 16    | 8      | 53               | 2                | 0                | 75                    | 2                     | 0                     | 512   | 20    | 8      |
| 1. 2. 3.                            |               |               |       |       |        |                  |                  |                  |                       |                       |                       |       |       |        |

### Selección
Actualizado al último partido disputado el 25 de marzo de 2023.
| Selección         | Temporada | Amistosos | Amistosos | Europa(1) | Europa(1) | Mundial | Mundial | Total | Total |
| Selección         | Temporada | Part.     | Goles     | Part.     | Goles     | Part.   | Goles   | Part. | Goles |
| ----------------- | --------- | --------- | --------- | --------- | --------- | ------- | ------- | ----- | ----- |
| Absoluta · España | 2013      | 1         | 0         | -         | -         | -       | -       | 1     | 0     |
| Absoluta · España | 2015      | -         | -         | 1         | 0         | -       | -       | 1     | 0     |
| Absoluta · España | 2016      | 3         | 0         | 2         | 0         | -       | -       | 5     | 0     |
| Absoluta · España | 2017      | 4         | 0         | 3         | 0         | -       | -       | 7     | 0     |
| Absoluta · España | 2018      | 3         | 1         | 3         | 0         | 2       | 1       | 8     | 1     |
| Absoluta · España | 2023      | -         | -         | 2         | 0         | -       | -       | 2     | 0     |
| Absoluta · España | Total     | 11        | 1         | 11        | 0         | 2       | 1       | 24    | 1     |

## Palmarés

### Títulos nacionales
| Título                | Club                 | País   | Año  |
| --------------------- | -------------------- | ------ | ---- |
| Campeonato de 2.ª "B" | Real Madrid Castilla | España | 2012 |
| Supercopa de España   | Real Madrid C. F.    | España | 2012 |
| Copa del Rey          | Real Madrid C. F.    | España | 2014 |
| Campeonato de Liga    | Real Madrid C. F.    | España | 2017 |
| Supercopa de España   | Real Madrid C. F.    | España | 2017 |
| Supercopa de España   | Real Madrid C. F.    | España | 2020 |
| Campeonato de Liga    | Real Madrid C. F.    | España | 2020 |
| Supercopa de España   | Real Madrid C. F.    | España | 2022 |
| Campeonato de Liga    | Real Madrid C. F.    | España | 2022 |
| Copa del Rey          | Real Madrid C. F.    | España | 2023 |
| Supercopa de España   | Real Madrid C. F.    | España | 2024 |
| Campeonato de Liga    | Real Madrid C. F.    | España | 2024 |

### Títulos internacionales
| Selección                    | Selección           | Selección    | Selección |
| Título                       | Equipo              | Sede         | Año       |
| ---------------------------- | ------------------- | ------------ | --------- |
| Europeo (sub-17)             | España (sub-17)     | Bélgica      | 2007      |
| Europeo (sub-21)             | España (sub-21)     | Israel       | 2013      |
| Liga de Naciones de la UEFA  | Selección de España | Países Bajos | 2023      |
| Eurocopa                     | Selección de España | Alemania     | 2024      |
| Clubes                       |                     |              |           |
| Liga de Campeones de la UEFA | Real Madrid C. F.   | Lisboa       | 2014      |
| Supercopa de Europa          | Real Madrid C. F.   | Cardiff      | 2014      |
| Mundial de Clubes            | Real Madrid C. F.   | Marruecos    | 2014      |
| Liga de Campeones de la UEFA | Real Madrid C. F.   | Milán        | 2016      |
| Supercopa de Europa          | Real Madrid C. F.   | Trondheim    | 2016      |
| Mundial de Clubes            | Real Madrid C. F.   | Japón        | 2016      |
| Liga de Campeones de la UEFA | Real Madrid C. F.   | Cardiff      | 2017      |
| Supercopa de Europa          | Real Madrid C. F.   | Skopie       | 2017      |
| Mundial de Clubes            | Real Madrid C. F.   | EAU          | 2017      |
| Liga de Campeones de la UEFA | Real Madrid C. F.   | Kiev         | 2018      |
| Mundial de Clubes            | Real Madrid C. F.   | EAU          | 2018      |
| Liga de Campeones de la UEFA | Real Madrid C. F.   | París        | 2022      |
| Supercopa de Europa          | Real Madrid C. F.   | Helsinki     | 2022      |
| Mundial de Clubes            | Real Madrid C. F.   | Marruecos    | 2022      |
| Liga de Campeones de la UEFA | Real Madrid C. F.   | Londres      | 2024      |

(*) Incluyendo la selección

### Distinciones individuales
| Distinción                                            | Año  |
| ----------------------------------------------------- | ---- |
| Once de Plata del Fútbol Draft                        | 2011 |
| Miembro del equipo revelación de LaLiga según la UEFA | 2017 |